# Ischnophanes baldizzonella
Ischnophanes baldizzonella is een vlinder uit de familie kokermotten (Coleophoridae). De wetenschappelijke naam is voor het eerst geldig gepubliceerd in 1983 door Vives.
De soort komt voor in Europa.